# Gansoordbrug
De Gansoordbrug is een brug over de Nieuwe Rijn bij de Watersteeg in de Nederlandse stad Leiden. De brug ontleent zijn naam aan Gansoord, de naam van de straat aan de Nieuwe Rijn tussen de Hooigracht en de Herengracht. Eerder stond de brug echter bekend als de Watersteegbrug.
Al rond 1300 werd op deze plaats een brug gebouwd, die in latere eeuwen werd vervangen. In 1681 werd een nieuwe brug gebouwd, waarbij gebruik werd gemaakt van de houten valbrug van een afgebroken brug die buiten de Hogewoerdspoort lag. Rond 1960 bleek de oude ophaalbrug niet meer geschikt voor het toegenomen verkeersaanbod. De brug werd afgebroken, als onderdeel van een plan van de gemeente Leiden om het verkeer via een nieuwe stadsring rond de oude binnenstad te leiden. De nieuwe brug is een vaste plaatbrug. Twee sierstenen, een met een afbeelding van een gans en de ander met een korf, zijn in 1960 op initiatief van de vereniging Oud Leiden van de oude brug verwijderd en vervolgens op de nieuwe brug weer aangebracht. De Gansoordbrug werd in 1961 heropend, waarbij de wethouder met twee aangelijnde ganzen over de brug liep. 

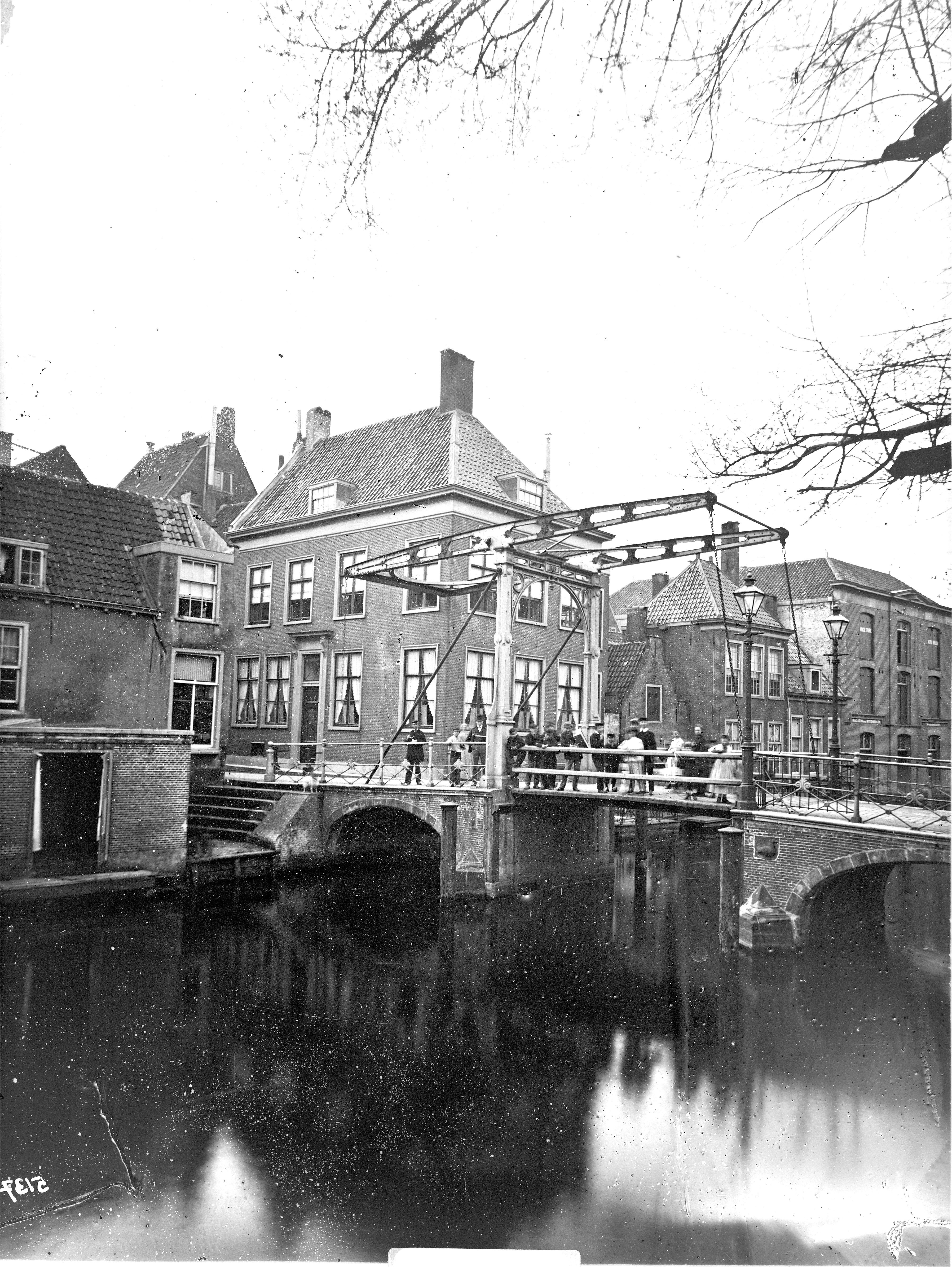
De oude Gansoordbrug over de Nieuwe Rijn, circa 1880

## Bron
- Erfgoed Leiden - Verhaal: Gansoordbrug
- Leidse Courant - 05-01-1961, pagina 3